# Karlsborgs landskommun
Karlsborgs landskommun var en tidigare kommun i dåvarande Skaraborgs län. 

## Administrativ historik
Landskommunen bildades 1885 genom utbrytning ur Mölltorps landskommun och Undenäs landskommun. Enligt kungligt beslut den 17 februari 1939 skulle samtliga stadsstadgor gälla i landskommunen. Trots att stadsstadgorna gällde samt sin tätortsbebygelse och liten yta var Karlsborg hela tiden landskommun och aldrig municipalsamhälle eller köping.
Kommunreformen 1952 lämnade kommunen oförändrad.
1971 ombildades kommunen till Karlsborgs kommun.
Kommunkoden var 1637.

### Kyrklig tillhörighet
I kyrkligt hänseende tillhörde kommunen Karlsborgs församling.

## Geografi
Karlsborgs landskommun omfattade den 1 januari 1952 en areal av 9,03 km², varav 5,57 km² land.

### Tätorter i kommunen 1960
I Karlsborgs kommun fanns del av tätorten Karlsborga, som hade 4 306 invånare i kommunen den 1 november 1960. Tätortsgraden i kommunen var då 99,6 procent.

## Politik

### Mandatfördelning i valen 1938-1966
| 13 |  | 5 | 6 |

| 23 |

| 14 | 5 | 6 |

| 23 |

| 12 | 8 | 5 |

| 24 |

| 15 | 11 | 4 |

| 26 |

| 15 | 10 | 5 |

| 27 |

| 14 | 9 | 7 |

| 27 |

| 15 | 2 | 8 | 5 |

| 28 |

| 13 | 4 | 7 |  | 5 |

| 29 |